# 飯塚幸三
飯塚 幸三（いいづか こうぞう、1931年〈昭和6年〉6月1日 - 2024年〈令和6年〉10月26日）は、日本の研究者、通商産業省技官。東京大学工学博士。専門は計量学。測定器誤差と形状誤差を分離して真円度・円筒度測定ができるマルチステップ法の開発者。15年間委員を務めた国際度量衡委員会では日本人初の副委員長にも就任し、世界計量記念日を提唱。国際計測連合（IMEKO）では会長を務めた。
中央計量検定所、計量研究所において硬さ測定や形状誤差、物性計測など測定・計量の研究に取り組み、計量研究所所長、工業技術院長、クボタ取締役（常務、専務、副社長）を歴任。計測の国際標準化活動にも貢献し、日本計量振興協会や計測自動制御学会では会長を、日本工学アカデミーや日本工業標準調査会では副会長を務めた。
日本計量振興協会の会長退任後も、計量や計量標準、度量衡や国際組織の歴史について講演を行うとともに、各種学協会で理事や顧問を務めた。2003年度に計測自動制御学会功績賞を受賞。2015年秋には瑞宝重光章を受勲したが、2019年4月に起こした池袋暴走事故により2021年9月に禁錮5年の実刑判決が確定。これに伴って瑞宝重光章を褫奪（剥奪）され、受刑中の2024年に刑務所内で獄死した。

## 来歴・人物

### 生い立ち・学生時代
1931年6月1日、東京府内（現・東京都中野区）で生まれる。太平洋戦争末期は旧制中学生で、空襲により自宅を焼失している。好きな科目は理科で、東京府立第四中学校、旧制浦和高等学校を経て、新制の東京大学理科一類へ進学。大学ではオーケストラに在籍し、クラリネットを担当。工学部応用物理学科の計測工学専修へ進み、卒業研究は日置隆一の元で光学に関するテーマに取り組んだ。

### 計量研究所時代
1953年に東京大学を卒業し、後の計量研究所である通商産業省工業技術院中央計量検定所に就職（のちに茨城県新治郡桜村、現在のつくば市に移転するが、当時は東京都板橋区にあった）。計量研究所では各種硬さ標準の研究を手掛けることになり、ショア硬さの研究に従事（ロックウェル硬さには矢野宏が取り組んだ）。振り子型の試験機を試作し、ハンマーや圧子の変形が影響することなど、ショア硬さの諸条件を実験的に解明した。
この間、1958年3月から1959年6月まで、政府在外研究員としてイギリス国立物理学研究所（NPL）に滞在。1967年7月開催の第4回から国際計測連合（IMEKO）の総会に参加し、技術委員会で代表委員に就任。同連合に対する日本の加盟団体であった計測自動制御学会の「IMEKO委員会」でも委員長を務めた。
今井秀孝とともに微小球面の曲率半径を求める手法を開発し、1970年に英語論文で論文賞を受賞する（#光計測応用も参照）。1972年に博士論文『ショアかたさ目盛の精度向上に関する研究』で論文博士として東京大学で工学博士の学位を取得。形状誤差（幾何公差）の研究にも取り組み、後藤充夫と真円度測定や円筒形状測定に取り組んで測定器誤差と形状誤差の分離に成功した（#マルチステップ法も参照。）。
また、部下や学生とともに物性計測の研究にも従事。超音波により応力を測定する技術や、レーザー干渉計で材料の線膨張係数や縦弾性係数を計測する技術などを開発した。この間、研究企画官と計量研究所力学部部長をそれぞれ3年ほど勤める。1980年からは日本機械学会の質量・力計測システム調査研究分科会で主査を務め、同分科会で質量と力に関する計測法の基礎と応用をまとめた報告書を1983年に完成させている。
1983年に計量研究所所長に就任し、国際法定計量委員会委員やISO/REMCO（標準物質委員会）の日本代表委員も務める。1986年2月からは国際度量衡委員会委員に就任し。以後15年間委員を務め、名誉員を含めて17年間関与した。

### 行政・経営・国際事業における貢献
1986年6月から工業技術院院長 。基礎研究の重要性を強調し、NEDOを「新エネルギー・産業技術総合開発機構」へ改組し、研究基盤整備事業、研究開発事業、国際研究協力事業などの新規事業導入を推進。「脳機能の解明のための基礎研究」や「生体機能のための分子論的アプローチのための基礎研究」を支援する国際ヒューマン・フロンティア・サイエンス・プログラム機構の設立を推進した。
1989年6月で工業技術院を退官し、機械振興協会の副会長に着任 。同年8月から1991年5月まで、同協会の技術研究所長も務めた。その後クボタの常務取締役、専務取締役、副社長を歴任。クボタでは技術開発本部を組織し、同本部長を務めた。この間、文部省学術用語集「計測工学編」における増補改訂のための調査研究にも関与。1992年度に計測自動制御学会会長を務め、1995年度から4年間は国際ヒューマン・フロンティア・サイエンス・プログラム機構の会長も務めた。
その後、日本工業標準調査会では副委員長に就任。1996年に閣議決定された科学技術基本計画の作成に携わった科学技術会議 総合計画部会 基本問題分科会にも参加し、1996年から1999年には中華民国（台湾）の行政院科学技術部で国外顧問も務めた。国際度量衡委員会で日本人初の副委員長に選出され、1999年の委員会では世界計量記念日を提案した。1997年から国際計測連合会長を務め、1999年に日本で初開催された世界大会でも大会委員長を務めている。
2000年にクボタ副社長を退き、顧問に就任。その後は日本計量振興協会会長や三豊科学技術振興協会理事長に就任。日本計量振興協会では計量士の教育や計量・トレーサビリティの普及・教育を推進する事業を展開し、経済産業省が11月1日の計量記念日に実施する行事では計量記念日組織委員長を務めていた。

### 計量史への貢献
2002年・2003年と、『計測と制御』や『計量史通信』に計量標準や国際計量体制の歴史について寄稿。田中耕一が特別講演を務めた2003年の「計量標準100周年記念講演会・記念式典」では、「計量の一世紀を振り返って」と題して招待講演を行った。2008年には計測自動制御学会のインタビューで日本における計量標準について語った。日本計量振興協会では会長退任後も顧問に就任（2011年までは会長で、遅くとも2013年には顧問）。
理事を務める日本計量史学会では、2014-2015年のメートル原器調査研究委員会で委員長を務める。2015年秋の叙勲では通産行政事務功労により瑞宝重光章を受章（2021年褫奪、後述）。同年12月には日本計量史学会と計測自動制御学会力学量計測部会の合同で、特別講演会を伴う祝賀会が催された。2016年3月には1時間半に及ぶ特別講演で、日本の計量技術や国際計測連合 (IMEKO) の歴史を語っている。
2017年に日本のメートル原器の歴史についても講演。以降も日本計量振興協会 顧問、日本計量史学会 理事、計測自動制御学会力学量計測部会 顧問、日本工学アカデミー 顧問、三豊科学技術振興協会 理事、光科学技術研究振興財団 評議員などを務め、2019年3月の日本計量史学会定時総会・研究発表会にも出席し、懇親会では乾杯の音頭を取った。

### 晩年
2018年に足を痛めて杖をつくようになり、2019年の年明けには車の車庫入れも手こずるようになった。2019年4月19日、東京都豊島区東池袋で乗用車の運転中に多重衝突事故を起こす。母子2人が死亡し、運転していた飯塚と妻を含む10人（飯塚を除くと9人）が負傷した。飯塚は自動車運転処罰法違反（過失運転致死傷罪）に問われ、2021年9月に禁錮5年の実刑が確定。勲章褫奪令に基づき、同月17日付で瑞宝重光章を褫奪された（『官報』掲載は同年10月27日付）。2024年5月時点で、関東地方の刑務所（詳細非公表）に収容されていた。
2024年10月26日に刑務所内で老衰により死去したことが、同年11月25日に報道された。93歳没。

## 研究開発

### マルチステップ法
後藤充夫ともに真円度や円筒度の計測手法に取り組み、フーリエ級数を用いて測定器の誤差と形状の誤差を分離することに成功した。円筒度に関する論文は1975年に精機学会の第9回青木記念論文賞を受賞し、「精度分離可能な真円度測定器」は東京精密から製品化された。この手法は「マルチステップ法」と呼ばれ、JIS B 7451「真円度測定機」の中で規格化されている。精度の基準となる回転精度検査用標準器の真円度を検査・校正する真円度校正器にも、この技術は用いられている。この手法は厳密には誤差を分離できていないという課題があったが、産業技術総合研究所で改良が進められた。

### 光計測応用
東京大学では光学の研究室に在籍。計量研究所は光波干渉技術を強みとしていた。今井秀孝とともに薄板をマイクロメータ計測の検証にモアレ縞を利用し、微小球面の形状測定ではニュートンリングを応用した。後者の測定では、半径1 mmの微小半球面（凸型）に対しレプリカ（凹型）を作成し、透過型顕微干渉法を用いてニュートンリングからデミングの最小二乗法で球面の曲率半径や断面の真円度を高精度に求めた。レーザー干渉計で材料の線膨張係数や縦弾性係数を導出する研究にも取り組んだ。

### クボタ技術開発本部
クボタは農機のみならず秤など計測機器を開発しており、久保田鉄工の時代から技術開発研究所を持っていた。同研究所は動的な質量計測などの技術を開発するとともに、所属技術者が計測自動制御学会の質量・力計測部会や日本機械学会の質量・力計測システム調査研究分科会に参加していた。飯塚はクボタの専務時代に研究開発本部を設立。研究開発本部長を務め、『クボタ技報』で計測制御特集が組まれた際には、計測技術の論文が多かった。後年組織はなくなったが、「在任中指導した社員たちが今も社内外で活躍しているので、それなりの役割は果たせた」と述懐している。

### 国際計測連合 (IMEKO)
国際計測連合（IMEKO）において、1967年7月開催の第4回から総会に参加。技術委員会のTC5「硬さ測定」やTC8「測定学」で代表委員を務めるようになり、IMEKOに対する日本の加盟団体であった計測自動制御学会の「IMEKO委員会」では委員長を担当した。さらに1997年から2000年にはIMEKOの会長（President）を務め、この間1999年6月に大阪市で開催された日本初開催となるIMEKO世界大会では大会委員長を務めた。飯塚が会長を務めた影響で、日本人のIMEKOへの参加が増えたと言われている。IMEKOの諮問委員会では名誉委員を務め、2013年の韓国・釜山での世界大会時にも出席していた。2016年に今井秀孝らが2021年IMEKO世界大会の日本招致を勝ち取った際には関係者と喜びを共にするとともに、招致の経緯を寄稿した。

## 主な受賞歴
- 1970年度 - 精機学会 第4回青木記念論文賞[15][注 7]
- 1975年度 - 精機学会 第9回青木記念論文賞[15][注 8]
- 2003年度 - 計測自動制御学会 功績賞[16]

## 社会的活動
（学術団体）
- 計測自動制御学会（旧 日本計測学会[106]） - フェロー（1988年認定）[107]、会長（1992年度）[27]、IMEKO委員会委員長[52][53]、力学量計測部会 顧問[36]
- 精密工学会（旧 精機学会）[108] - 名誉会員（1997年推薦）[109]
- 日本機械学会 - 正員[110]、質量・力計測システム調査研究分科会 主査（1980 - 1983年）[59]
- 応用物理学会 - 正員[73]
- 日本計量史学会 - 理事[20][82]、メートル原器調査研究委員会 委員長[81]

（国際団体）
- 国際計測連合（英語版）（IMEKO） - 理事、会長（1997年-2000年）[58][111][102]、諮問委員会名誉委員[99]
- 国際ヒューマン・フロンティア・サイエンス・プログラム機構（英語版）[注 4] - 会長（1995-1999年度）[69][70]、HFSP制度中間評価検討会 座長[114]、名誉会員[70]
- 国際度量衡委員会 - 委員（1986-2001年）[115][18][17]、副会長[17][21][28]（1995年選出）[63]、名誉員（-2003年）[58][115]

（国家関係）
- 日本学術会議 - 「標準研究連絡委員会」委員長[116]
- 日本工業標準調査会 - 副会長[21][28][29]
- 日本工学アカデミー - 副会長[58]、顧問[37]、「国立試験研究機関等小委員会」委員[117]、など[注 9]
- 科学技術会議 - 人材部会専門委員[119]、総合計画部会 基本問題分科会（1996年時点）[71]、研究評価小委員会委員（1998-1999年度）[120]、知的基盤整備小委員会委員（1998-2000年度）[121]、政策委員会（2008年時点）[21]
- 原子力委員会 - 専門委員（核融合会議）[122]
- 中華民国行政院科学技術部 - 国外顧問（1996年[123]-1999年[124]）[72]

（その他、協会など）
- 日本計量振興協会 - 会長[30][31]、顧問[80]
- 三豊科学技術振興協会 - 理事長[74][75][125]、理事[38]
- 光科学技術研究振興財団 - 評議員[34]
- 日本淘道会 - 理事長[126]、常務理事[127]

## 主な著作

### 学位論文
- 『ショアかたさ目盛の精度向上に関する研究』 東京大学博士学位論文（乙第2820号）、1972年7月7日。NAID 500000383733

### 著書
（共著・分担執筆）
- 『単位の辞典』 ラテイス、1965年、押田勇雄 編。NCID BN04543116、NCID BN12657642
- 『硬さ』 コロナ社〈計量管理技術双書〉、1974年、計量管理協会 編、山本健太郎との共著。NCID BN03526949
- 『JISとSIに基づく量記号・単位記号の使い方』 オーム社、1976年。NCID BN03455498

（編集・監修）
- “Recent advances in weighing technology and force measurement”, Society of Instrument and Control Engineers, (1984), NCID BB15874970[注 10]
- 『ISO国際文書「計測における不確かさの表現のガイド」統一される信頼性表現の国際ルール』 日本規格協会、1996年、監修、ISO 編、今井秀孝 翻訳。ISBN 4542401634。
- 『世界の規格便覧（第1巻、第2巻、第3巻、第4巻）』、日本規格協会、2005年、監修、日本規格協会編、NCID BA7169820X[注 11]

### 解説記事
（硬さ試験・標準）
- 「かたさ試驗法(1)」『計測』第10巻第9号、1960年、559-564頁。
- 「かたさ試驗法(2)」『計測』第10巻第10号、1960年、622-630頁。
- 「かたさ試験法(3)」『計測』第10巻第12号、1960年、781-786頁。
- 「かたさ標準」『計測』第11巻第11号、1961年、656-663頁。樋田並照、矢野宏との共著。
- 「かたさ試験の理論の最近の進歩」『精密機械』第33巻第395号、1967年、765-773頁。

（物性計測・精密測定）
- 「力学計測用トランスデューサの現状」『計測と制御』第12巻第1号、1973年、70-75頁。
- 「真円度測定機の誤差特性の解析」『精密機械』第44巻第526号、1978年、1265-1267頁。後藤充夫との共著。
- 「センサ設計論」『日本機械学会誌』第82巻第731号、1979年、1083-1086頁。
- 「超精密測定技術の動向」『精密機械』第51巻第2号、1985年、264-267頁。
- 「精密寸法計測」『精密機械』第49巻第6号、1983年、796-800頁。

（測定・計量標準）
- 「正しい単位記号」『精密機械』第30巻第354号、1964年、589-593頁。
- 「計測標準の供給体系」『計測と制御』第3巻第11号、1964年、807-818頁。森村正直、山本弘、高田誠二との共著。
- 「測定器の精度表示の問題点」『精密機械』第35巻第418号、1969年、752-757頁。
- 「測定器の精度表示概論」『精密機械』第39巻第462号、1973年、704-709頁。
- 「計測の概念と計測用語についてのある対話」『計測と制御』第15巻第1号、1976年、43-47頁。
- 「計測器の性能表示マニュアルについて」『精密機械』第44巻第526号、1978年、1242-1248頁。
- 「計測機器の性能表示はいかにあるべきか」『品質』第10巻第4号、1980年、18-24頁。
- 「工程における計測特性の選定」『精密機械』第49巻第3号、1983年、301-305頁。
- 「計量法の計量単位と国際単位系(SI)」『標準化ジャーナル』第21巻第3号、1991年、88-91頁。
- 「標準物質の課題とその将来」『計測と制御』第32巻第8号、1993年、623-627頁。
- 「わが国における計測標準の発展小史」『計測と制御』第41巻第1号、2002年、43-47頁。
- 「国際計量体制の歴史と将来像(1) : 国際度量衡委員在任15年を顧みて」『計量史研究』第24巻第2号、2002年、85-90頁。
- 「国際計量体制の歴史と将来像(2) : 国際度量衡委員在任15年を顧みて」『計量史研究』第25巻第1号、2003年、9-24頁。

（その他）
- 「NPLにおける研究を支えるもの」『精密機械』第26巻第303号、1960年、193-198頁。
- 「英国国立物理学研究所標準部の現状」『計測』第10巻第5号、1960年、310-315頁。
- 「国際計測連合 (IMEKO) 第6回総会に出席して」『計測と制御』第12巻第11号、1973年、916-922頁。
- 「国立研究機関と公設試験研究機関との関連」『精密機械』第45巻第534号、1979年、676-679頁。
- 「IMEKO第9回総会 (IMEKO IX)」『計測と制御』第21巻第9号、1982年、906-907頁。
- 「国立研究所の現状と課題」『日本機械学会誌』第93巻第859号、1990年、466-469頁。
- 「基礎研究ブームはバブルであったか」『研究 技術 計画』第14巻第3号、1999年、148-151頁。

（回想）
- 「私の歩んできた道第1回 硬さ標準の研究三昧の時代」『精密工学会誌』第73巻第10号、2007年、1131頁。
- 「私の歩んできた道第2回 国際活動と新分野への挑戦（形状精度と物性標準の研究へ）」『精密工学会誌』第73巻第11号、2007年、1208頁。
- 「私の歩んできた道第3回 研究管理・技術行政と国際委員会の時代」『精密工学会誌』第73巻第12号、2007年、1312頁。

（対談・座談会）
- 「工業教育の未来像」『精密機械』第50巻第1号、1984年、203-210頁、飯塚司会による大和田国男、森政弘との鼎談。
- 「国際基礎研究プログラムに期待する」『通産ジャーナル』第20巻192号、1987年4月、13-17頁。飯塚司会による渡辺格、植之原道行との座談会。
- 「オーボエを語る,音世界を語る,創造を語る」『工業技術』第30巻第1号、1989年1月、19-27頁。オーボエ奏者の宮本文昭との対談。
- 「歴代工業技術院長による座談会」『工業技術』第41巻第11号、2000年11月。飯塚を始めとする工業技術院の歴代院長による座談会。